# Liste des districts d'Irlande du Nord
| 1 : Belfast 2 : Ards and North Down 3 : Antrim and Newtownabbey 4 : Lisburn and Castlereagh 5 : Newry, Mourne and Down | 6 : Armagh City, Banbridge and Craigavon 7 : Mid and East Antrim 8 : Causeway Coast and Glens 9 : Mid Ulster 10 : Derry City and Strabane 11 : Fermanagh and Omagh |

Les districts de gouvernement local depuis 2015.

Depuis le 1er avril 2015, l’Irlande du Nord se subdivise en onze districts de gouvernement local d’inégales importances à la fois spatiale, en termes d’habitants et de densité, que la liste s’attache à présenter ci-après.

## Histoire
La notion de district de gouvernement local (local governement district) est créée par le Local Government Act (Northern Ireland) 1972, une loi du parlement d’Irlande-du-Nord sanctionnée le 23 mars 1972. Il s’agit d’une étendue territoriale soumise à une autorité locale d’un seul échelon, le conseil de district (council of the district), elle-même présidée par un président (chairman) ou par un maire (mayor). Les premiers conseils de district sont élus en mai 1973 et entrent en fonction le 1er octobre suivant.
Le nombre d’autorités est réduit et les compétences des conseils de district sont réévaluées à la suite d’une réforme du gouvernement local menée entre 2002 et 2015 traduite dans le domaine législatif par le Local Government Act (Northern Ireland) 2014, une loi de l’assemblée d’Irlande-du-Nord sanctionnée le 12 mai 2014. Les nouveaux conseils, qui ont été élus lors des élections locales de mai 2014, prennent officiellement leurs fonctions le 1er avril 2015 après avoir été des autorités fantômes (shadow authorities) pendant une période transitoire.

## Listes

### Districts de 2015
Le tableau des districts de gouvernement local créés en 2015 donne pour chacun d’eux :
1. sa dénomination officielle ;
2. son statut cérémoniel ;
3. sa population, d’après le recensement de 2011 (LGD 2014) de la Northern Ireland Statistics and Research Agency[1] ;
4. sa superficie, selon les Standard Area Measurements établis en 2018 par l’Office for National Statistics[2] ;
5. sa densité.

| Nom du district                      | Statut  | Population | Superficie | Densité |
| ------------------------------------ | ------- | ---------- | ---------- | ------- |
| Antrim and Newtownabbey              | Borough | 138 567    | 571,16     | 243     |
| Ards and North Down                  | Borough | 156 672    | 566,47     | 277     |
| Armagh City, Banbridge and Craigavon | Cité    | 199 693    | 1 338,11   | 149     |
| Belfast                              | Cité    | 333 871    | 137,72     | 2 424   |
| Causeway Coast and Glens             | Borough | 140 877    | 1 985,53   | 71      |
| Derry City and Strabane              | Cité    | 147 720    | 1 251,24   | 118     |
| Fermanagh and Omagh                  |         | 113 161    | 2 864,03   | 40      |
| Lisburn and Castlereagh              | Cité    | 134 841    | 505,79     | 267     |
| Mid and East Antrim                  | Borough | 135 338    | 1 059,21   | 128     |
| Mid Ulster                           |         | 138 590    | 1 831,34   | 76      |
| Newry, Mourne and Down               |         | 171 533    | 1 682,34   | 102     |

### Districts de 1973
Le tableau des anciens districts de gouvernement local (1973-2015) donne pour chacun d’eux, à sa disparition (31 mars 2015) :
1. sa dénomination officielle ;
2. son statut cérémoniel ;
3. sa population, d’après le recensement de 2011 (LGD 1992) de la Northern Ireland Statistics and Research Agency[3] ;
4. sa superficie, selon les Super Output Areas établies après le recensement de 2011 par la Northern Ireland Statistics and Research Agency[4] ;
5. sa densité.

| Nom du district            | Statut  | Population | Superficie | Densité |
| -------------------------- | ------- | ---------- | ---------- | ------- |
| Antrim                     | Borough | 53 428     | 576,86     | 93      |
| Ards                       | Borough | 78 078     | 378,21     | 206     |
| Armagh                     | Cité    | 59 349     | 670,60     | 89      |
| Ballymena                  | Borough | 64 044     | 632,02     | 101     |
| Ballymoney                 | Borough | 31 224     | 418,20     | 75      |
| Banbridge                  |         | 48 339     | 452,63     | 107     |
| Belfast                    | Cité    | 280 962    | 114,88     | 2 443   |
| Carrickfergus              | Borough | 39 114     | 81,89      | 477     |
| Castlereagh                | Borough | 67 242     | 85,14      | 791     |
| Coleraine                  | Borough | 59 067     | 485,51     | 122     |
| Cookstown                  |         | 37 013     | 622,44     | 60      |
| Craigavon                  | Borough | 93 023     | 378,42     | 246     |
| Derry                      | Cité    | 107 877    | 387,31     | 279     |
| Down                       |         | 69 731     | 647,97     | 108     |
| Dungannon and South Tyrone | Borough | 57 852     | 783,60     | 74      |
| Fermanagh                  |         | 61 805     | 1 875,81   | 33      |
| Larne                      | Borough | 32 180     | 335,67     | 96      |
| Limavady                   | Borough | 33 536     | 585,58     | 57      |
| Lisburn                    | Cité    | 120 165    | 446,84     | 269     |
| Magherafelt                |         | 45 038     | 572,80     | 79      |
| Moyle                      |         | 17 050     | 494,14     | 35      |
| Newry and Mourne           | Cité    | 99 480     | 902,43     | 110     |
| Newtownabbey               | Borough | 85 139     | 150,56     | 565     |
| North Down                 | Borough | 78 937     | 81,49      | 968     |
| Omagh                      |         | 51 356     | 1 130,45   | 45      |
| Strabane                   |         | 39 843     | 861,65     | 46      |